# 綾部山
綾部山（あやべやま）は、兵庫県たつの市御津町にある山である。標高144.5m。綾部山梅林は、西日本を代表する梅林の一つとして知られる。

## 地理
- 山頂部一帯が梅林。南側が播磨灘なこともあって「海の見える梅林」として人気がある。春の訪れと共に、綾部山丘陵部24haに「一目二万本」と賞される梅が咲く。西寄りには「世界の梅公園」もある。また近年はふもとの休耕田を利用して菜の花を植栽していて、梅とほぼ同時期に広大な菜の花畑が広がる。
- 南東麓は「新舞子」として、兵庫県西部（播州地方）では有名な海水浴場。国民宿舎もある。南西麓は、傾斜がそのまま海に落ち込む断崖地帯。

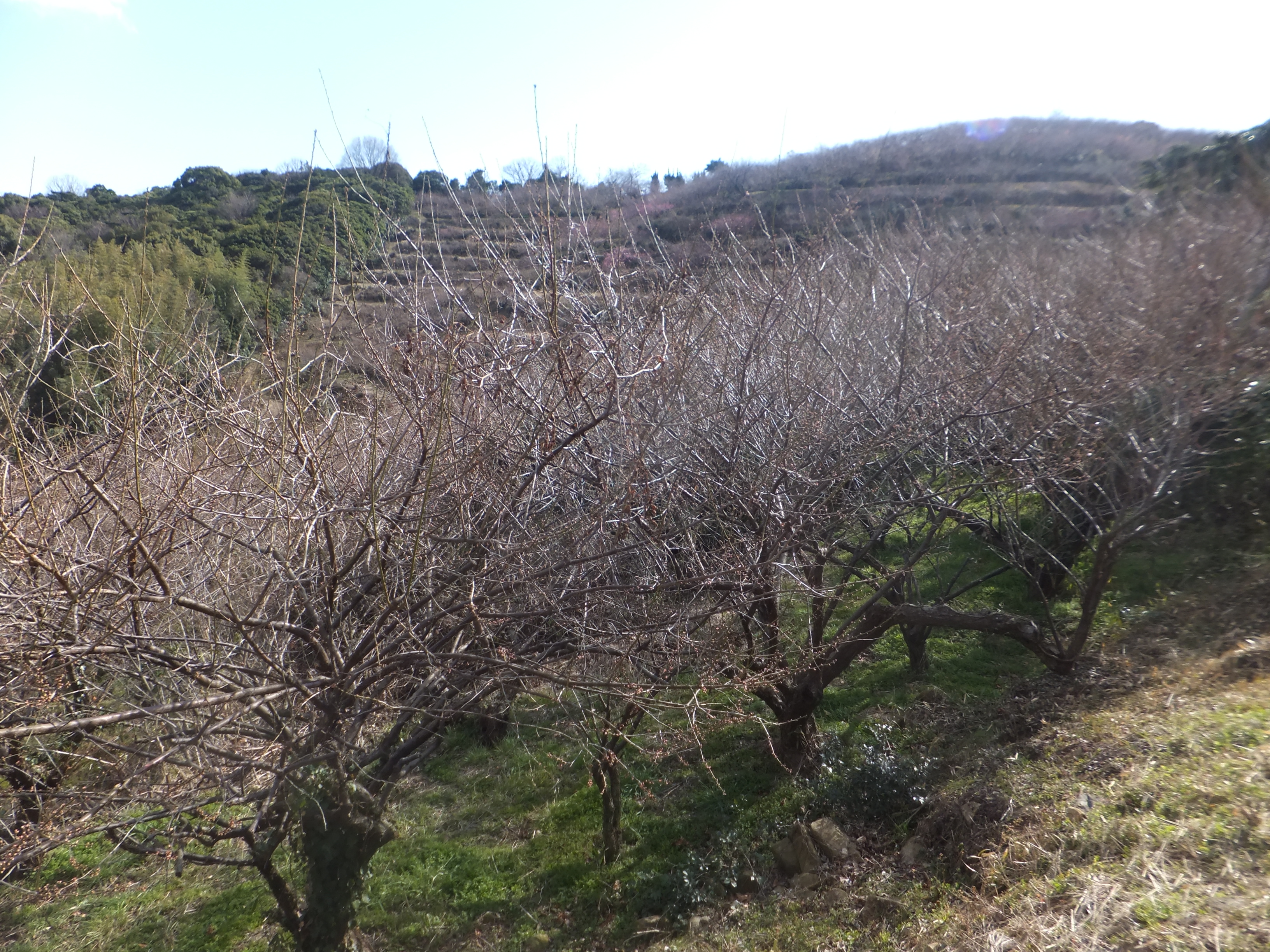
綾部山梅林
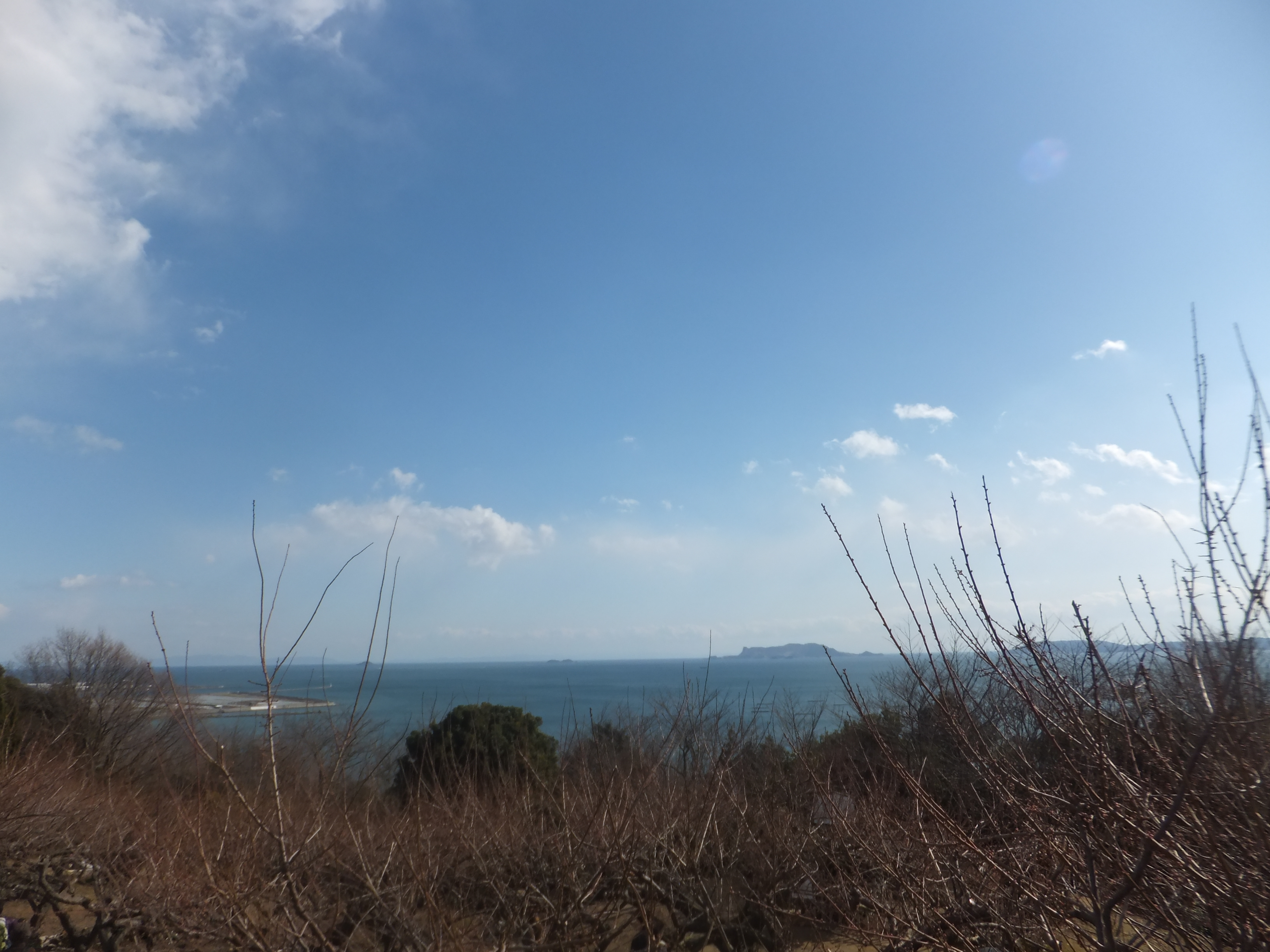
梅林の南側では播磨灘が見える
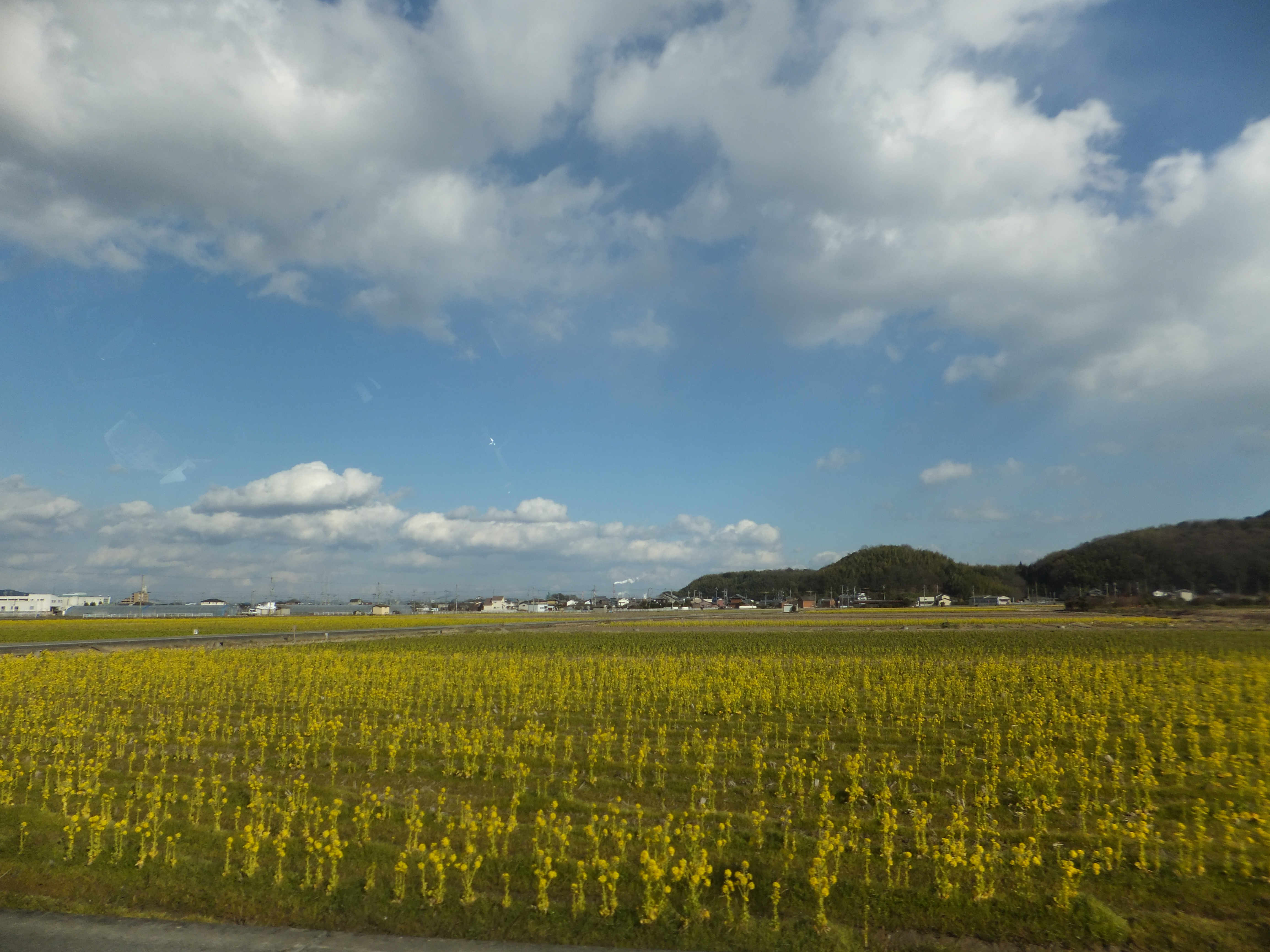
麓の休耕田を利用して菜の花を植栽している

### 古墳群
5世紀から7世紀にかけての古墳が20基以上ある。

## 交通

### 鉄道・バス
- 山陽電気鉄道網干線 山陽網干駅から神姫バス

### 道路
- 国道250号

## 周辺の施設
- 御津自然観察公園「世界の梅公園」
- 新舞子海水浴場
- 室津
- 綾部山古墳群